# Gli angeli sterminatori
Gli angeli sterminatori (Les anges exterminateurs) è un film del 2006 diretto da Jean-Claude Brisseau.